# Albas (Lot)
Albas (okzitanisch: Albàs oder Albars) ist eine kleine Gemeinde mit 529 Einwohnern (Stand 1. Januar 2022) im Département Lot in der französischen Region Okzitanien.

## Lage
Albas liegt an einer Schleife des Flusses Lot im Herzen der an kulturellen und kulinarischen Attraktionen überaus reichen Landschaft des Quercy. Die Hauptstadt des Quercy, Cahors, ist etwa 25 Kilometer (Fahrtstrecke) in östlicher Richtung entfernt. Bis zur Kantonshauptstadt Luzech sind es etwa fünf Kilometer ebenfalls in östlicher Richtung.

## Bevölkerungsentwicklung
| Jahr      | 1962 | 1968 | 1975 | 1982 | 1990 | 1999 | 2006 | 2018 |
| Einwohner | 597  | 504  | 522  | 545  | 507  | 545  | 517  | 522  |

Im 19. Jahrhundert hatte der Ort beständig zwischen 1500 und 2000 Einwohner. Infolge der Reblauskrise im Weinbau und der zunehmenden Mechanisierung der Landwirtschaft ging die Bevölkerung im 20. Jahrhundert kontinuierlich bis auf die derzeitigen Tiefststände zurück.

## Wirtschaft
Die kleine Gemeinde Albas lebt seit Jahrhunderten von der Landwirtschaft und vom Weinbau; sie gehört zum Weinbaugebiet Cahors. Bis ins 19. Jahrhundert wurde ein Großteil der Weine in Fässern auf Treidelkähnen (gabares) bis nach Bordeaux transportiert und von dort nach England verschifft. Seit den 1960er Jahren spielen die Einnahmen aus dem Tourismus (Vermietung von Ferienwohnungen etc.) eine nicht unwesentliche Rolle im Wirtschaftsleben der Gemeinde.

## Geschichte
Im Hochmittelalter gehörte der Ort zur Grundherrschaft (seigneurie) der Bischöfe von Cahors, die im Ort eine Sommerresidenz unterhielten. Aus dem 13. und 14. Jahrhundert sind mehrere Hungerjahre und sogar Erdbeben überliefert. Im Hundertjährigen Krieg (1337–1453) wurde der Ort von den Engländern erobert. Während der Hugenottenkriege (1562–1598) und noch im Jahr 1620 nahmen wiederholt die Protestanten den Ort ein.

## Sehenswürdigkeiten

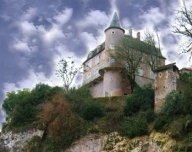
Château de la Blainie

- Vom Château d’Albas sind nur geringe Reste erhalten. Bis zum Ende des 19. Jahrhunderts stand noch die ehemalige Burgkapelle, die jedoch einer neuen Pfarrkirche weichen musste.
- Der Ort wird überragt vom Turm der im Jahr 1897 fertiggestellten neoromanischen Pfarrkirche (Église Saint-Martin).
- Das im Privatbesitz befindliche Château de la Blainie ist ebenfalls ein Bau des 19. Jahrhunderts. Es wurde vom Generalintendanten und Armeeinspekteur Étienne Pagès auf einer vorspringenden Felsklippe erbaut.
- Gegenüber dem Ort auf der anderen Flussseite steht das Château du Port; es wurde vom Bankier Adrien Pagès du Port im neoklassischen Stil erbaut.
- Der Dolmen Pierre Levée ist eine Megalithanlage bei Albas.